# Cyaforma tonkinensis
Cyaforma tonkinensis är en tvåvingeart som först beskrevs av Zia 1955.  Cyaforma tonkinensis ingår i släktet Cyaforma och familjen borrflugor.
Artens utbredningsområde är Vietnam. Inga underarter finns listade i Catalogue of Life.